# Robert Berry

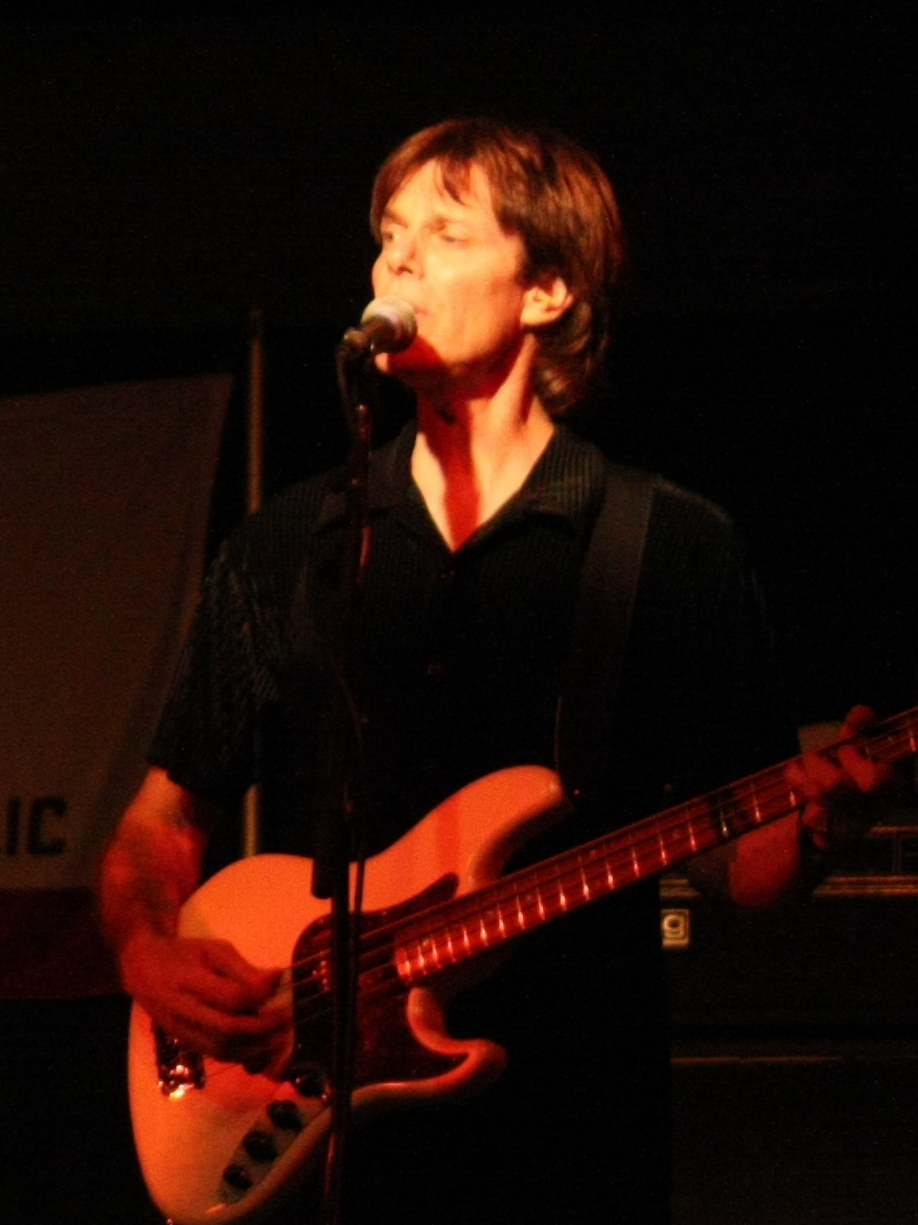
Robert Berry

Robert Berry (* 24. April 1950 in San José, Kalifornien) ist ein US-amerikanischer Progressive-Rock-Instrumentalist, Sänger, Liedtexter und Produzent.

## Biographie

### Hush (1974–1984)
Berry begann seine Karriere 1974 in San Francisco als Sänger, Keyboarder und Gitarrist in der kalifornischen Band Hush, in der er zusammen mit dem Gitarristen Paul Keller, dem Bassisten und Sänger Gene Perrault und dem Schlagzeuger Robert Bonasera spielte, der später von Pete Adams ersetzt wurde. Die Band existierte bis 1984 und veröffentlichte einige Singles bei Independent-Labels und ein Debüt-Album, Hush (1981), ebenfalls bei einem Independent-Label. Aufgrund des überraschenden Erfolgs erschien das Album Hot Tonight 1983 bei einer größeren Plattenfirma. Die Band tourte daraufhin, und es gelang sogar, in Japan einen Hit zu landen. 1998 erschien postum Hush featuring Robert Berry. 1984 verließ Berry die Band, um sich im kalifornischen San Jose ein eigenes Studio einzurichten, das Soundtek-Studio.

### Robert Berry Band und Filmmusik (1984–1986)
In seinem Studio begann Berry, Songs aufzunehmen. Von seinem Freund, dem Gitarristen Rob Fowler, angeregt, veröffentlichte er diese Songs 1985 unter dem Titel Back to Back. Das Album erhielt positive Kritiken und wurde sogar 'Album der Woche' im amerikanischen Billboard-Magazin und in Record World. Durch die Vermittlung des Anwalts John Espedal und des Journey-Managers Herbie Herbert kam er mit mehreren großen Plattenfirmen in Kontakt.
Um seine Lieder auch live präsentieren zu können, gründete Berry daraufhin eine eigene Band, die 'Robert Berry Band', mit Paul Keller von Hush, dem Keyboarder Mike Wible, dem Schlagzeuger Preston Thrall (Bruder des späteren Asia-Gitarristen Pat Thrall) und Rob Fowler. Berry selbst übernahm Bass und Gesang.
Eines dieser Konzerte besuchte der A&R-Chef von Geffen Records, John Kalodner. Kalodner und Espedal stellten einen Kontakt mit den Komponisten des Soundtracks zu dem Film Out of Bounds (deutsch: Heiße Hölle L. A.) her, der 1986 in die Kinos kam. Berry arbeitete zusammen mit den Produzenten Bruce Fairbairn und Bob Rock an der Filmmusik.

### Erste Treffen mit Carl Palmer, GTR (1986/87)
Der ehemalige ELP- und Asia-Schlagzeuger Carl Palmer wurde durch eine Aufnahme des Out of Bounds-Soundtracks auf Berry aufmerksam geworden, die ihm John Kalodner zukommen ließ (Kalodners Arbeitgeber Geffen war die Plattenfirma von Palmers voriger Band Asia). Im Frühjahr 1986 rief er Berry in San Jose an und sprach mit ihm über seine musikalischen Ideen und Projekte. Ein Treffen Berrys mit Palmers Manager Brian Lane wurde arrangiert, am 18. Juli 1986, nach einem Konzert der Rockband GTR, die Lane managte. Dieser erklärte Berry, dass Carl Palmer ein Interesse an einer Zusammenarbeit mit dem Kalifornier habe und die beiden diskutierten mögliche gemeinsame Projekte. Bei dieser Gelegenheit lernte Berry den GTR- (und ehemaligen Yes-)Gitarristen Steve Howe kennen.
Im Herbst 1986 traf sich Berry in New York mit Carl Palmer, um mit ihm zusammen eine neue Band zu gründen. Als mögliche Mitmusiker hatte dieser den ehemaligen Rainbow- und Deep-Purple-Sänger Joe Lynn Turner und den ehemaligen Foreigner-Keyboarder Al Greenwood mitgebracht. Doch die gemeinsamen Proben verliefen für alle Beteiligten unbefriedigend, und eine Band kam nicht zustande.
Ein weiterer Versuch Palmers wurde mit einem Trio mit Berry und dem Keyboarder Don Airey unternommen. Doch erneut verliefen erste Bandproben unbefriedigend.
Daraufhin schloss sich Berry auf Vermittlung Lanes im Oktober 1986 der zweiten Besetzung von Steve Howes GTR an, wo er die Nachfolge von Gitarrist Steve Hackett antrat. Berry zog nach London und bezog eine Wohnung in der Kensington High Street, wo er, ausgestattet mit einem vom GTR-Produzenten und Keyboarder Geoffrey Downes geliehenen Keyboard und einer Drum Machine, sofort begann, Songs für GTR zu schreiben. Er sang zudem auf Demos für ein Musical Downes', das auf dem Thema seines Buggles-Hits Video killed the Radio Star basieren sollte. Doch trotz der Zusammenarbeit mit dem Andrew-Lloyd-Webber-Texter Don Black wurde nichts aus dem Projekt. Berry schrieb außerdem einen Song für die schottische Heavy-Metal-Band Heavy Petting, die Downes produzierte.
Auf Steve Howes Farm im Devon arbeiteten Berry und Howe an ersten Songs für ein zweites GTR-Album. Unter anderem arbeiteten sie an Talkin' 'Bout, einem Stück, das später auf dem Album To the Power of Three von Berrys nächster Band Three veröffentlicht werden würde. Weitere Songs, die Berry einbrachte, waren The Love We Share, Tomorrow und No One Else To Blame, die später auf Berrys Soloalbum Pilgrimage to a Point veröffentlicht wurden, sowie ein Song namens Freedom, der für erste Spannungen in der Band sorgte. Er war für den Soundtrack eines Films vorgesehen, der allerdings nie zustande kam, und von Berry als Duett für ihn und GTR-Sänger Max Bacon angelegt. Bacon lehnte den Song jedoch ab, für seinen Geschmack klang er zu sehr nach Bruce Springsteen. Überhaupt wollte er die Gesangsarbeit nicht mit Berry teilen und auch Howe bekam nach und nach Schwierigkeiten mit Berrys sehr amerikanischem Songwriting-Stil.
Dennoch war bis März 1987 von dieser Besetzung ein zweites GTR-Album aufgenommen worden, dieses ist aber bis heute unveröffentlicht, da zwischen den beteiligten Musikern Uneinigkeit darüber besteht, wem die Bänder gehören. Über Jahre hinweg sind allerdings immer wieder Songs dieses Albums aufgetaucht – auf Veröffentlichungen von Steve Howe, Anderson, Bruford, Wakeman, Howe, Steve Hackett, Max Bacon, Asia sowie auf Berrys Pilgrimage to a Point (siehe unten).

### Three (1987/88)
In der Zwischenzeit hatte Brian Lane versucht, Emerson, Lake and Palmer wieder zusammenzubringen. Im März 1987 hatten die drei Musiker für zwei Wochen miteinander geprobt, doch das bereits schlechte Verhältnis zwischen Keith Emerson und Greg Lake verwandelte sich in offene Feindschaft, und der Versuch einer Wiedervereinigung ELPs scheiterte. Palmer und Emerson wollten jedoch weiterhin zusammenarbeiten und machten Berry das Angebot, sich anstelle von Lake an dem neuen Projekt zu beteiligen. Als Berry dieses erneute Angebot erhielt, und dazu die Aussicht hatte, mit Keith Emerson zusammenzuarbeiten, verließ er im Frühjahr 1987 GTR. Einem Treffen mit Emerson folgten bereits im Juni 1987 erste Aufnahmen zu dritt: Die neue Band, die schließlich auf den Namen „Three“ getauft wurde, nahm Demos auf, darunter Berrys Talkin' 'bout, das von den GTR-Session übriggeblieben war. Im September und Oktober nahm die Band dann für Geffen Records ihr Debütalbum To the Power of Three auf, das 1988 erschien. Es enthält neben wenigem Progressive Rock aus der Feder Emersons vor allem Pop-Rock-Stücke von Berry, der auf dem Album zudem sowohl sang als auch Gitarre und Bass spielte.
Nach der Tournee zu To the Power of Three kehrte Berry nach San Jose zurück, wo er begann, Songs für ein zweites Three-Album zu schreiben. Bei einem Treffen in London stellte Berry neue Songs vor, darunter The Otherside, das später auf seinem Solo-Album Pilgrimage to a Point veröffentlicht wurde, und The Last Ride into the Sun, einen Song, der auf Ideen Emersons und Palmer beruhte, und den er im klassischen Stil ELPs arrangiert hatte, was allerdings bei den beiden anderen Musikern auf wenig Gegenliebe stieß. Emerson, unzufrieden mit dem mainstreamorientierten Stil der Band, löste diese bald danach auf.

### Robert Berry Band (1988–1992)
Nach dem Ende von Three wiederbelebte Berry seine alte Band, erneut mit Paul Keller, Mike Wible, Preston Thrall und dem Bassisten Marcus Miller. Diese Besetzung blieb bis 1991 zusammen, danach wechselte Thrall zur Greg Allman und Miller zu Gamma bzw. Montrose.
Für das ELP-Comeback-Album Black Moon schrieb Berry den Song Another Man, er wurde jedoch von der Band abgelehnt, vermutlich war er mit seinem kurzen Schlagzeugintro, dem auf der Akustikgitarre gespielten 6/8-Takt und dem abschließenden Keyboardsolo dem ELP-Klassiker Lucky Man allzu ähnlich.

### Soloalben (seit 1993)
Berrys zweites Solo-Album, die Compilation Pilgrimage to a point (1993), enthält neben Pop-Rock der Marke GTR auch einige Stücke, die eher dem Progressive Rock zuzurechnen sind, daneben auch bis dahin unveröffentlichtes GTR- und Three-Material (siehe unten). Seither hat Berry eine Reihe von Solo-Alben veröffentlicht, die meist im AOR-Stil von Bands wie Journey oder Survivor gehalten sind: In These Eyes (1995), Takin' It Back (1996) und eine weitere Compilation, Prime Cuts (2006). Erwähnenswert ist vor allem Soundtrack for the Wheel of Time (2001), ein Album, das die Begleitmusik zu der Buchreihe Wheel of Time (Das Rad der Zeit) von Robert Jordan enthält.

### Alliance und Filmmusik (seit 1993)
1993 rief Berry erneut eine eigene Band ins Leben. Alliance setzt sich aus einigen hochkarätigen Musikern zusammen, darunter Gary Pihl von Boston (Gitarre), David Lauser von der Sammy-Hagar-Band (Schlagzeug) und Alan Fitzgerald von Night Ranger (Keyboard). Gemeinsam veröffentlichten sie die Alben Alliance, Bond Of Union (1996) und Missing Piece (1999). Weitere Alben mit Gary Pihl und David Lauser sind The Road to Heaven (2008) und Fire and Grace (2019).
Berry hat daneben zu einer Reihe von Soundtracks beigetragen, darunter der des Anthony Michael Hall Films Out of Bounds.

### Tribute-Alben
Berry wirkte als musikalischer Direktor und Musiker auf verschiedenen Tributealben, die beim Label Magna Carta veröffentlicht wurden, darunter für Yes, Emerson, Lake and Palmer und Jethro Tull.
Ein besonderes Tribute-Projekt ist December People, in dessen Rahmen Berry mit Mitmusikern traditionelle Weihnachtslieder im Stil bekannter Bands des Progressive und Classic Rock neu interpretiert. Ursprünglich als Solo-Projekt gestartet, ist das Projekt im Verlauf von vier Studioalben zu einer Band herangereift, die inzwischen auch live auftritt. In einem typischen Arrangement der Band wird ein Weihnachtslied in das Soundgewand einer bestimmten Band gekleidet. So erklingt Silent Night im Stil von Pink Floyd oder What Child Is This? im Sound von Genesis. Für das 2001 erschienene Debüt-Album Sounds like Christmas haben Kansas einen neuen, eigens komponierten Song beigesteuert.
Eine Auswahl eigener Songs und Coverversionen ist 2006 unter dem Titel Prime Cuts erschienen.

## Diskographie
Robert Berry Band
- Back to Back (1985)

Solo
- Pilgrimage to a Point (1992)

- In These Eyes (1995)

- Takin' It Back (1996)

- Soundtrack for the Wheel of Time (2001)

- Prime Cuts (Compilation, 2006)

Mit Hush
- Hush (1981) (unveröffentlicht)
- Hush '79 (1979, veröffentlicht 1998)
- Hot Tonight (1983) (Robert Berry/Hush)

Mit Three
- To The Power Of Three (1988)

Mit Alliance
- Bond Of Union (1996)
- Alliance (ca. 1996)
- Missing Piece (1999)
- The Road to Heaven (2008)
- Fire and Grace (2019)

Mit The December People
- Sounds Like Christmas (2001)
- Rattle and Humbug (2010)
- DP3: Unauthorized Holiday Classics (2013)
- A Classic Rock Christmas (2015)

Dazu kommen zahlreiche Tribute-Projekte des Labels Magna Carta, bei denen Berry als „Musikalischer Direktor“ und Musiker mitwirkte.